# Christian Séguret
Pour les articles homonymes, voir Seguret (homonymie).
 (janvier 2021).
Christian Séguret est un musicien multi-instrumentiste français, journaliste et auteur de méthodes (guitare, mandoline, banjo) et d'ouvrages de référence sur les guitares comme L'Encyclopédie de la Guitare. Il a été rédacteur en chef du magazine Vintage Guitare de 2010 à 2017.
Formé jeune au chant choral, puis à la guitare classique. Grâce à son père, il découvre la musique américaine dans les années soixante et s'intéresse ensuite plus particulièrement à la country et au bluegrass.

## Musicien de bluegrass
Au milieu des années soixante dix, il rencontre Denis Phan qui produit alors des groupes de bluegrass mixte franco-américain . Il assure alors la contrebasse sur une tournée avec deux membres du groupe américain de bluegrass de Larry Sparks: Mike Lilly (banjo) et Wendy Miller (mandoline) et le guitariste chanteur français Jean Claude Druot. Avec ces musiciens, il participe à l'animation du stage de Chateauvallon/Costebelle en mars 1976 
Il remplace ensuite Pierre Bensusan à la mandoline avec Bill Keith et participe comme mandoliniste à l'enregistrement du disque Banjo Paris Session volume 2, puis enregistre son propre album: Old Fashioned Love, également produit par Denis Phan pour Cezame. Il tourne ensuite avec Bill Keith, et effectue plusieurs tournées en Europe et aux USA avec le guitariste chanteur Jim Collier (puis Jim Rooney) et le violoniste Kenny Kosek, avec lesquels il participe comme mandoliniste à l'enregistrement de l'album Bill Keith, & Jim Collier pour Hexagone.
En 1978, il tourne en Europe avec le banjoïste Tony Trischka (en) et le guitariste chanteur Danny Weiss (1978). Après quelques tournées en Amérique du Nord, Christian Séguret monte avec Lionel Wendling Transatlantic Bluegrass un groupe de musiciens français à géométrie variable pour tourner dans les festivals de bluegrass américains. La mouture de ce groupe qui joue à Rochester (N.Y.) en ouverture du "père du bluegrass" Bill Monroe se compose de Philippe Bourgeois (banjoiste, ici à la guitare), Christian Séguret, Jean Darbois au violon, Jimmy Heffernan au dobro, Jean-Marc Andrès au  banjo et son frère Olivier Andres à la contrebasse,
Durant la période 1981-1982, Christian Séguret enregistre son second album : Blue Shades paru en 1983. Il comprend les membres de Transatlantic Bluegrass, mais aussi certains des musiciens américains avec lesquels il a joué préalablement : Dany Weiss, Tony Trischka (en), Kenny Kosek, mais aussi Russ Barenberg (ces 3 derniers ont été membres de Country Cooking).
En 1983, Peter Rowan (en) effectue une tournée en Europe avec une mouture de Transatlantic Bluegrass qui comprend Christian Séguret à la mandoline, Philippe Bourgeois au banjo, Jean Darbois au violon et Olivier Andres à la basse La formation se produit en particulier au Festival de Bluegrass de Toulouse.
En 1984, Christian Séguret remplace Mick Larie à la mandoline dans une version reconstituée des membres historique du groupe Bluegrass Connection (baptisée: Bluegrass Connection Revival, avec Jean-Marie Redon (banjo), Hervé De Sainte-Foy (Contrebasse) Gilbert Caranhac (Dobro) Eric Kristy (Guitare) et Jean-Jacques Milteau Harmonica). Ils jouent au festival Musiques Vivantes de Ris Orangis de 1984, ce qui nous laisse une trace dans le double album de ce festival (Rochy Top, MJC 84001-84002).

## Autres collaborations
Christian Séguret a co-signé avec Thierry Massoubre en 1994 l'album : Guitares - American Acoustic Music.
Si en France ce disque a obtenu un prix de l'Académie Charles-Cros, Il a aussi été remarqué aux USA. Ainsi, pour un chroniqueur de la revue américaine Bluegrass Unlimited, les duos de guitares, qui montrent « une qualité de jeu impressionnante et un excellent goût », soulignent « à quel point les liens entre Bill Monroe et Django Reinhardt sont étroits ». L'auteur rappelle que les morceaux présentés dans ce disque seraient parfaitement compatibles avec un style de bluegrass moderne car « le jeu de Guitare est propre et très mélodique, dans le style de  [Doc] Watson et [Dan] Crary (en), avec des traces (...) du syle plus chromatiques de [Tony] Rice »; tout en soulignant que « le bluegrass n'est pas l'objectif ici (..), même s'il y a assez de dynamisme et de goût ici pour satisfaire n'importe quel fan de guitare bluegrass ».
En 2007 Christian Séguret participe (voix, guitares, dobro, mandoline, violon, banjo) à l'éphémère groupe El Club avec  Gildas Arzel, Michael Jones et Erick Benzi,,.
Ce groupe composé de quatre guitaristes / multi-intrumentistes expérimenté qui ont joué pour Jean-Jacques Goldman, Francis Cabrel, Garou, Hugues Aufray, Julien Clerc, Céline Dion etc.). Forts de leurs expériences et de leur savoir-faire, ils se sont retrouvés à travers El Club pour jouer et chanter, accompagnés du batteur Hervé Koster. Sur le disque, ils bénéficient de plus de "choristes" de premier plan: Francis Cabrel, Jean-Jacques Goldman et Maxime Le Forestier. L'accumulation de talents n'est cependant pas une garantie de succès: la réception du disque a été controversée. Si pour Julien Chosalland de laguitare.com l'accueil en concert a été bon et le disque est « bon, agréable, rempli de bonnes surprises et d'excellentes guitares », on a pu aussi lui reprocher d'être trop tourné vers le passé, avec un air de déjà vu et des paroles pas à la hauteur de la musique ; « trop propre et trop bien chanté (..) peu novateur, malgré la richesse de ces talents réunis » (Sélyne Bourleau pour www.ramdam.com). Finalement, l'expérience a été unique, le groupe laissant place à des collaborations bilatérales et Christian Séguret intervient comme "sideman" (Celtic Blues, album (2009) et tournée (2011) avec Michael Jones, et sur l'album Greneville en 2012, de Gildas Arzel, qu'il réalise avec ce dernier et Gildas Lointier.
Chrisian Séguret collabore avec Olivier Andrès pour les éditions musicales Kosinus et Kapagama qui constituent une librairie musicale et un corpus d'illustration sonore pour films & séries). Ils ont à leur actif plusieurs centaines de titres enregistrés pour ces éditions, dans des styles très différents. Il réalise également un album avec la violoniste Susi Gott, enregistré à Nashville (Carolina), qui réunit quelques grands noms du bluegrass (Charlie Cushman, Mike Bub, Jeff White, etc.)

## Multi-instrumentiste au service de chanteurs et de chanteuses
En 1980, Christian Séguret rencontre le chanteur Hugues Aufray avec lequel il noue un partenariat durable. Il a ainsi participé en 1981 à l'album Caravane (mandoline, voix), puis à Petit Homme (guitare), en 1985 ; à Little Troubadour (guitares, voix), en 1993; à Hugh (guitares, violon, dobro, mandole, voix, compo), en 2007;  à 
 New Yorker (guitare, mandoline, violon), en 2009; à Troubador since 1948 (banjo, chœurs), en 2011 et à Autoportrait en 2020.
Avec Hugues Aufray, il a également participé à plusieurs tournées dans la plupart des pays d'Europe, ainsi qu'en Afrique du Nord et au Québec, dont certaines ont donné lieu à la publication de CD Live, comme Hugues Aufray, plus live que jamais (guitare, dobro, violon, mandole), en 2005 ou Troubadour Tour (guitares, dobro, mandoline, violon, voix) en 2015. Des vidéos (DVD), ont également été publiées, comme : Route 91 Concert Intégral (en 1993) ou Hugues Aufray, plus live que jamais ! (en 2005).
Parmi les chanteurs ou chanteuses pour lesquels il joue de la guitare, de la mandoline, du banjo, ou du violon, on notera[style à revoir] d'abord Sanseverino avec lequel il joue sur quatre albums et deux tournées : Les Faux Talbins (mandoline, guitare électrique), en 2009 ; Honky Tonk (mandoline, violon, arrgt), en 2013 ; Le Petit Bal Perdu (mandoline), en 2014 et Papillon (mandoline, violon, arrgt.) en 2015.
Parmi les collaborations plus ponctuelles, on note[style à revoir] Pierre Bachelet , Johan Asherton (mandoline sur Precious, 1989), Dominique Dimey (Touche Pas ma Planète 2004: guitare, mandole), Steve Waring (Le Retour du Matou, 2008 : mandole, dobro, mandoline) Liane Edwards (en) (High Heels and Shotguns, 2012 : guitare, mandoline, violon, dobro), la chanteuse folk Annabel, Dick Annegarn (il participe à la tournée Velo Tour) ou encore Murray Head...

## Journaliste spécialisé dans l'univers des guitares
Il est également journaliste dans la presse spécialisée dans le monde des guitares ; il débute cette activité en 1981 avec le magazine Guitare Magazine fondé par Thierry Frébourg, puis au fil des années publie des centaines d'articles dans Guitariste et Bass, Guitare & Claviers, Guitar Part, Recording Musicien, Guitar World, Guitar Collector’s...). Il a en particulier été rédacteur en chef et rédacteur du magazine Vintage Guitare du premier numéro (en 2010) au 29e et dernier numéro en 2017 de la formule trimestrielle.
Cette revue, du groupe Duchateau-Voisin , dédiée aux guitares vintage, présente l'histoire des grandes marques (Gibson, Fender, Martin, Rickenbacker, Gretch, Rickenbacker...), comme des européennes (Hofner, Hagström, Framus...) et même de plus petites production, y compris des guitares de lutherie comme les Jacobacci. Des articles portent sur la restauration de guitares ancienne, les réparations ou les collectionneurs.
Parmi les collaborateurs, figurent de grand luthier français comme Frank Cheval, François Charles ou Gérard Beuzon 
Il s'agit d'une déclinaison en français du concept du magazine anglo saxon Vintage Guitar . La formule trimestrielle, qui a durée 29 numéros  est remplacée depuis par un cahier vintage coordonné par Christian Séguret dans la revue Guitariste et Bass et par un numéro collector annuel (30, 2018, 31 en 2019 et 32 en 2020...).
Sur le web, il publie (seul ou en partenariat) des articles sur les guitares dans la rubrique guitares d'exception de la Chaîne Guitare. Lors d'un interview de 2016, sa double compétence dans les domaines de la musique et du journaliste est saluée comme celle d'une une véritable figure du monde de la guitare en France.

## Auteur de méthodes instrumentales
En 1977, Christian Séguret avait publié une petite Méthode De Mandoline Bluegrass chez Chapell. En 1996, il partit vivre aux USA où il décrocha un poste à East Tennessee State University à Johnson City comme professeur de mandoline et de guitare (quatre ans plus tard il était directeur adjoint du Programme Bluegrass et Country de cette Université)[réf. nécessaire]. De retour en France, il décida de mettre à profit son expérience d'enseignant en rédigeant plusieurs méthodes autour des instruments et des styles qu'il pratiquait. Ces méthodes furent publiées aux Éditions JJ Rébillard : ce furent Acoustic Guitar Songbook (2009, en partenariat avec Thomas Hammje), une méthode de Guitare Country (2010) sur les styles de guitare acoustique flat-picking dans le style de Doc Watson et Tony Rice, mais également le jeu country à la Telecaster ; puis ce fut une méthode de Banjo (2010) qui traitait aussi bien du banjo 5-cordes, bluegrass et folk, que du banjo 4-cordes, irlandais ou jazz, et une Méthode de Mandoline (2016) sur les styles folk, bluegrass, irlandais, swing ou classique. Parallèlement, Christian Séguret enregistrait un cours de guitare country pour le site d'enseignement en ligne iMusic School.

## Auteur d'ouvrages encyclopédique sur les guitares
Christian Séguret est l'auteur de plusieurs ouvrages à caractère encyclopédique sur les guitares,
en particulier L’Univers des Guitares (Solar, deux éditions en 1997 et 2002), traduit en cinq langues. Il s'agit d'une présentation synthétique avec de nombreuses photo du monde des guitares du XXe siècle. Après 18 pages consacrés à l'évolution de cet instrument du baroque au classique, le reste de l'ouvrage est principalement centré sur les guitares américaines (Martin, Gibson, Fender, Dobro...) avec un chapitre consacré aux guitares de jazz et dernier intitulé les autres grands constructeurs. Ce petit ouvrage représente une synthèse commode en français sur des informations qui ne sont généralement disponibles qu'en anglais, même lorsqu'il s'agit des publications du pionnier du genre, pourtant français: André Duchossoir (décédé en 2020). Significativement L'Univers des guitares, est ainsi la seule référence à laquelle nous renvoie Emmanuel Tellier dans un article détaillé de Telerama consacré à Gibson en 2002
. Christian Séguret écrit les textes de l'ouvrage du photographe Max Ruiz Foxy Lady Project qui réunit une centaine de photos de guitares en taille réelle.
En 2020, Christian Séguret devient responsable de la collection Musique dans une nouvelle maison d'édition, Gaelis. Il annonce que cette collection devrait couvrir thèmes liés au monde des musiciens célèbres, à celui de la guitare et des genres musicaux, ainsi qu’une collection de méthodes instrumentales destinées aux débutants .
Une encyclopédie de la guitare en six tomes est en cours de publication, avec déjà trois tomes publiés 
:
(1) Fender Guitares basses et amplis 1975-1975; (2) Gibson acoustiques; Guitares mandolines et banjo 1902-1979; (3) Gibson Électriques; Guitares, Basses & Amplis 1935-1979.
D'autres ouvrages sont également parus comme Guitar Talk, un recueil d’interviews des plus grands guitaristes .

## Vie privée
Christian Séguret s'est marié le 30 Sept. 1990 avec Susan (Suzi) Gott, une violoniste américaine, originaire des Appalaches (Asheville, comté de Madison, Caroline du Nord, USA). Elle travaille dans les arts culinaires depuis le début des années 2000. Directrice de la Seasonal School of Culinary Arts, elle est en particulier l'auteur de livres et d'articles (en anglais) dans ce domaine . Ils sont les parents de 3 enfants : Alice (née en 1992), Justin (né en 1997) et Luc (né en 2001). Les deux garçons vivent aux USA. Depuis 2010, Christian Seguret est en couple avec l'éditrice Annabel Peyrard, directrice générale de la SAS GAELIS Éditions,. Ils se sont mariés le 04 juin 2022

## Discographie

### Solo, Duos
- 1977 : Old Fashioned Love - Christian Séguret With Bluegrass Friends (avec Bill Keith, Mike Lilly, Wendy Miller, Jean-Marie Redon, Jean Claude Druot, Denis Blanchard) -  (LP, Album Cezame CEZ 1035)
- 1983 : Blue Shades (Ada Production – ADA 1004)
- 1994 : Guitares - American Acoustic Music (avec Thierry Massoubre) Silex/Harmonia Mundi – Y225041

### El Club et associés
- 2007 : El Club – El Club, avec  Gildas Arzel, Michael Jones et Erick Benzi – (voix, guitares, dobro, mandoline, violon, banjo) EMI – 0946 3898652 2
- 2009 : Michael Jones – Celtic Blues - (violon) - XIII bis Records – 70022640735
- 2011 : Michael Jones – Celtic Blues Live - (Guitar, Lap Steel, Violon) - Welsh Wings – 1507MJ
- 2012 : Gildas Arzel – Greneville - (voix, guitares, mandoline, violon, banjo) - GA1961/1/1

### Bluegrass, country, World (participations)
- 1977 : Banjo Paris Session Volume 2: Le Bluegrass Cezame – CEZ 1041
- 1979 : Jean-Marie Redon – Banjoistiquement Votre... CEZ 1049 1979
- 1979 : Bill Keith & Jim Collier Hexagone – 883 020
- 1979 : Johan Asherton - Precious- (mandoline), Accord – 103612
- 1997 : Chakir – La Ballade de Blueberry – (guitare, mandoline) Pronéa – CRL 97001
- 1998 : Wasis Diop - Toxu – (Guitare, Mandoline: tracks 2,11) Universal Mercury 546 043-2
- 2004 : Wasis Diop – Everything Is Never Quite Enough Triloka / Artemis Records – TRI-CD-82035
- 2005 : Jean-Marc Andrès – Lucettina – (mandoline)
- 2008 : Steve Waring – Le Retour du Matou (mandole, dobro, mandoline)  – Universal/Victorie Music – 301772 9
- 2012 : Liane Edwards (en) - High Heels and Shotguns, (guitare, mandoline, violon, dobro) – Mag Studio

### Chansons et musique pour enfants
- 1982 : Chansons Et Comptines 5 (avec  Des Enfants De La Classe De CM2 De L'École Louis Roussel De Beaumont-Sur-Oise, Jean Darbois, Claude Anthonioz-Rossiaux* Philippe Lecante; Christian Séguret: Banjo, Mandoline, Violon) LP Vinyle Auvidis – AV 4269
- 1987 : Chansons Et Comptines de France  (avec Claude Anthonioz-Rossiaux*, Jean Humenry, Philippe Lecante, compilation en CD) Auvidis Unidisc – U 316129
- 2004 : Dominique Dimey - Touche Pas ma Planète- (guitare, mandole), Naïve

## Publications

### Ouvrages
- L'Univers des Guitares (avec photographies de Matthieu Prier), éd.Solar 1997 et 2002  (ISBN 9782263033438). 5 editions inc. traductions dont:
  - (es) El Mundo de Las Guitarras, Ultramar, 2000,  (ISBN 9788473869683)
  - (en) The world of guitars, London UK : Greenwich Editions, 1999.  (ISBN 9780862882822)
  - (en) The world of guitars, Edison, NJ USA : Chartwell Books, 1999.  (ISBN 9780785809104)
- Guitars Past and Present Loft, 2018  (ISBN 9788445909539)
- L’Encyclopédie de la Guitare Tome 1 – Fender Guitares basses et amplis 1975-1975, Gaelis Éditions 2020  (ISBN 978-2381650005)
- L’Encyclopédie de la Guitare Tome 2 : Gibson acoustiques; Guitares mandolines et banjo 1902-1979, Gaelis Éditions 2020  (ISBN 9782381650012) (Ex Aequo 2019  (ISBN 978-2378737238))
- Encyclopédie de la Guitare Tome 3 : Gibson Électriques; Guitares, Basses & Amplis 1935-1979, Gaelis Éditions 2020  (ISBN 9782381650203)
- Guitar Talk (entretiens avec 40 guitaristes), Gaelis Éditions 2020  (ISBN 9782381650227)

### Méthodes instrumentales
- Méthode De Mandoline Bluegrass Chappell 1977  (ISBN 9780786657797) (epuisé)
- Acoustic Guitar Songbook (avec Thomas Hammje) Éditions Rébillard  2009
- La Méthode de Banjo Éditions Rébillard 2010
- La Méthode de Guitare Country Éditions Rébillard 2010
- La Méthode de Mandoline Éditions Rébillard 2016